# Apprentice Boys of Derry
Pour les articles homonymes, voir Apprentice.
Les Apprentice Boys of Derry (français : Apprentis de Derry) sont une organisation fraternelle protestante organisée en clubs, fondée et basée à Londonderry en Irlande du Nord, depuis 1815. Son but principal est de commémorer et faire vivre le souvenir du siège de Derry, au cours duquel la population protestante de Derry a résisté 105 jours à l'armée catholique de Jacques II. Les activités de l'association sont avant tout culturelles mais portent une dimension religieuse et politique.
À l'instar de l'Ordre d'Orange, les Apprentices Boys of Derry organisent des marches commémoratives dont certaines furent l'occasion d'accrochages avec la communauté catholique, en particulier pendant le conflit nord-irlandais.

## Histoire

### Siège de Derry
Le siège de Derry est un événement ayant lieu lors des guerres williamites en Irlande. Le premier événement majeur est la fermeture des portes de la ville par treize jeunes apprentis qui ont défié le pouvoir local le 7 décembre 1688. Se saisissant des clés de la ville, ils ont fermé les quatre portes de Derry devant une troupe de 1 200 Redshanks, fidèle à Jacques II, venue remplacer la garnison protestante de la ville. Le siège débute le 18 avril 1689 et se termine 105 jours plus tard le 30 juillet 1689, lorsque des navires de la marine anglaise remontent l'estuaire de la rivière Foyle et forcent le barrage flottant établi par l'armée jacobite pour apporter des vivres et des munitions.

## Structure
Les Apprentis sont structurés autour de huit clubs tous basés à l'intérieur de la ville fortifiée de Londonderry. Chacun de ces clubs sont des parent clubs et donnent leurs noms aux branch clubs institués en dehors des murs de la ville. Un comité général, constitué de membres des parent clubs, dirige l'ensemble de l'association.
Les huit clubs symbolisent les huit régiments défendant la ville lors du siège.

## Commémorations
Chaque année les Apprentice Boys of Derry célèbrent deux principaux événements ayant attrait au siège de la ville en 1689 : la fermeture des portes de la ville et la libération de la ville.

### Fermeture des portes

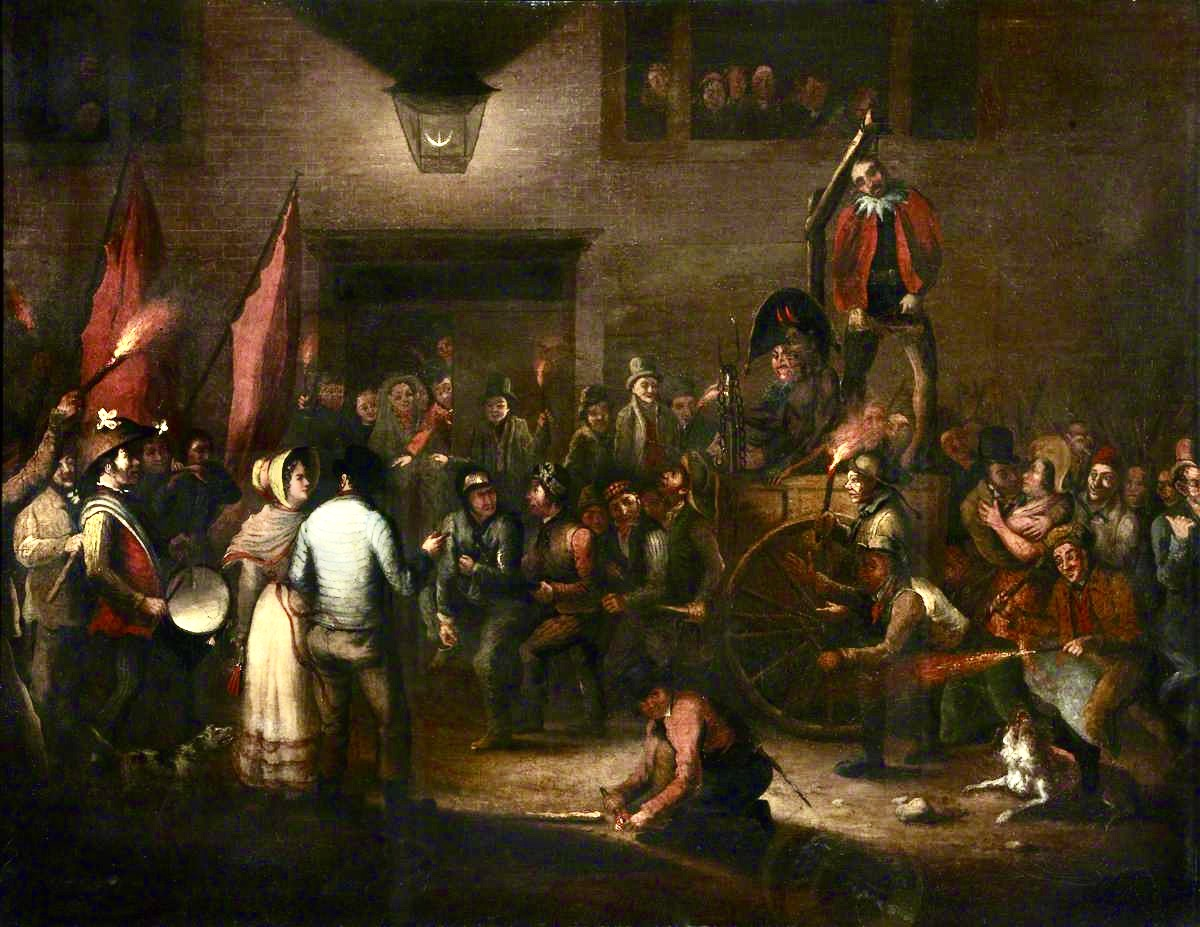
Peinture du XIXe siècle représentant la mise à feu de l'effigie de Lundy.

La fermeture des portes de la ville est généralement commémorée le premier samedi du mois de décembre. La commémoration débute le vendredi soir à minuit lorsqu'un canon tire un puis trois coups en la mémoire des treize apprentis de 1688. Les membres des parent clubs font ensuite le tour de la ville touchant symboliquement chacune des quatre portes originelles de la ville dans cet ordre : Ferryquay Gate, Bishop Gate, Butcher Gate puis Shipquay Gate.
Le samedi, plusieurs marches ont lieu, ainsi qu'un culte spécial à la cathédrale Saint-Colomba à l'issue duquel une couronne mortuaire est déposée sur le tumulus funéraire à côté de la cathédrale.
Les commémorations prennent fin par la mise à feu d'une effigie de Robert Lundy, le gouverneur de la ville au début du siège, considéré comme un traître. C'est en 1832 qu'a débuté cette tradition de brûler une représentation de Lundy, celle-ci était généralement accrochée sur la colonne commémorative du siège jusqu'à son dynamitage en 1972 par l'IRA Provisoire.

### Libération de la ville
La libération de la ville est quant à elle commémorée le second samedi du mois d'août. Comme pour la commémoration de la fermeture des portes, les célébrations débutent également le vendredi soir à minuit lorsqu'un canon tire un puis trois coups en la mémoire des treize apprentis de 1688. Les membres des parent clubs allant alors à nouveau toucher les portes de la ville.
Le samedi matin, les drapeaux de siège sont hissés, et les Apprentis défilent sur les murs de la ville avant de déposer une couronne mortuaire au cénotaphe du Diamond avant de se diriger vers la cathédrale Saint-Colomba pour un culte du souvenir à 10 h 30. À la fin du service religieux, les branch clubs sont accueillis à Craigavon Bridge par le comité général qui les escorte en ville où ils paradent, guidés par leurs parent clubs respectifs. Cette parade prend ensuite fin dans le quartier protestant de Waterside.
Le comité général et les parent clubs réalisent alors une dernière parade depuis le Waterside jusqu'au sein de la ville fortifiée où la journée de commémoration prend fin au Memorial Hall par le chant de l'hymne national britannique, God Save the Queen.

## Siège
Le siège des Apprentis est situé à l'intérieur des murs de Londonderry. Le bâtiment appelé The Memorial Hall, ou The Mem par les Apprentis, est inauguré en 1877 puis une extension est construite le long de Society Street en 1937. Puis en 2016, un musée autour de l'histoire du siège de Derry est inauguré à côté du bâtiment.
Ce bâtiment est situé non loin du temple presbytérien, la First Derry Presbyterian Church, et du socle de l'ancienne colonne érigée en mémoire de George Walker (en), gouverneur de la ville durant le siège.

## Galerie

Apprentice Boys of Derry
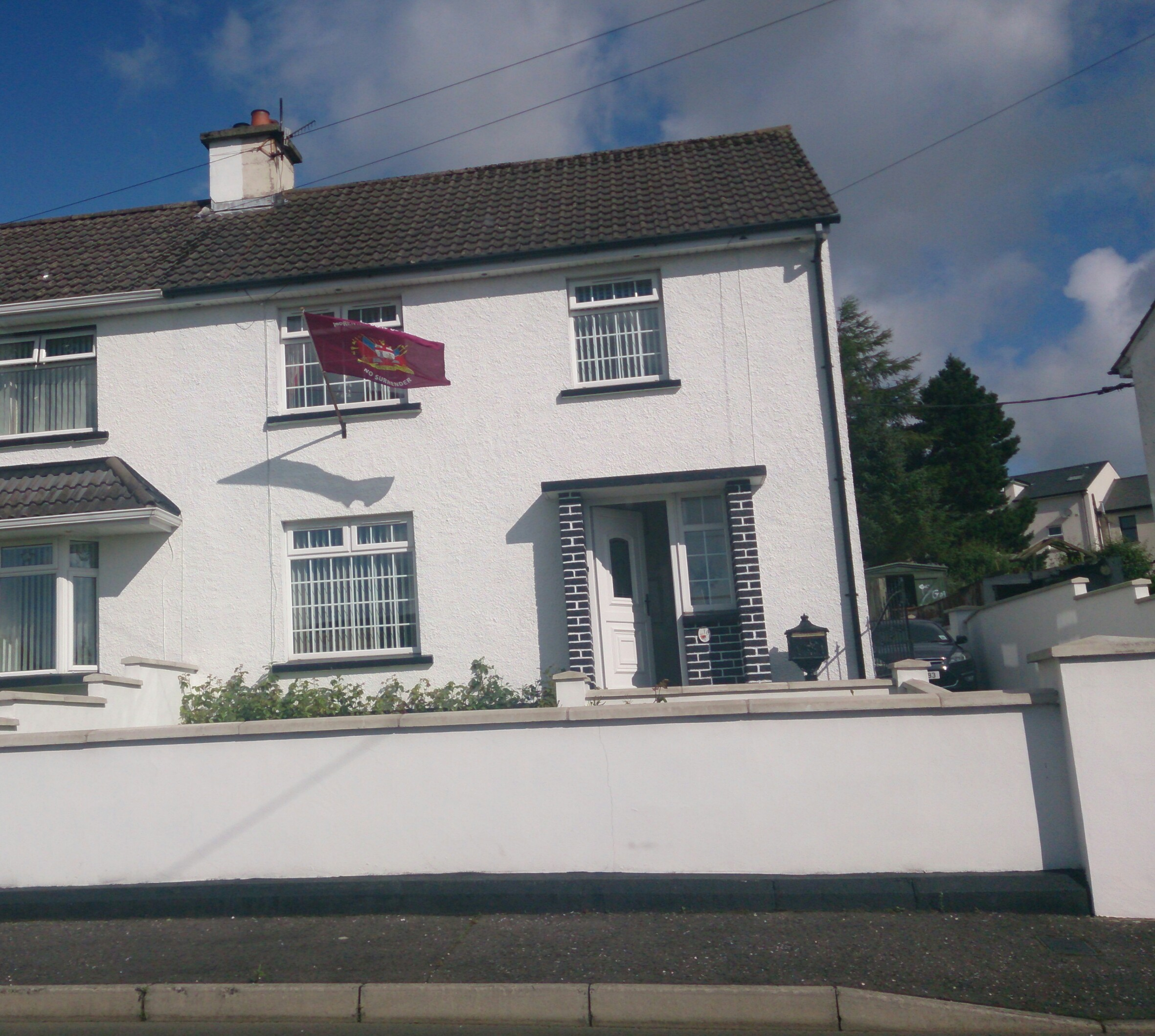
Bannière des Apprentices
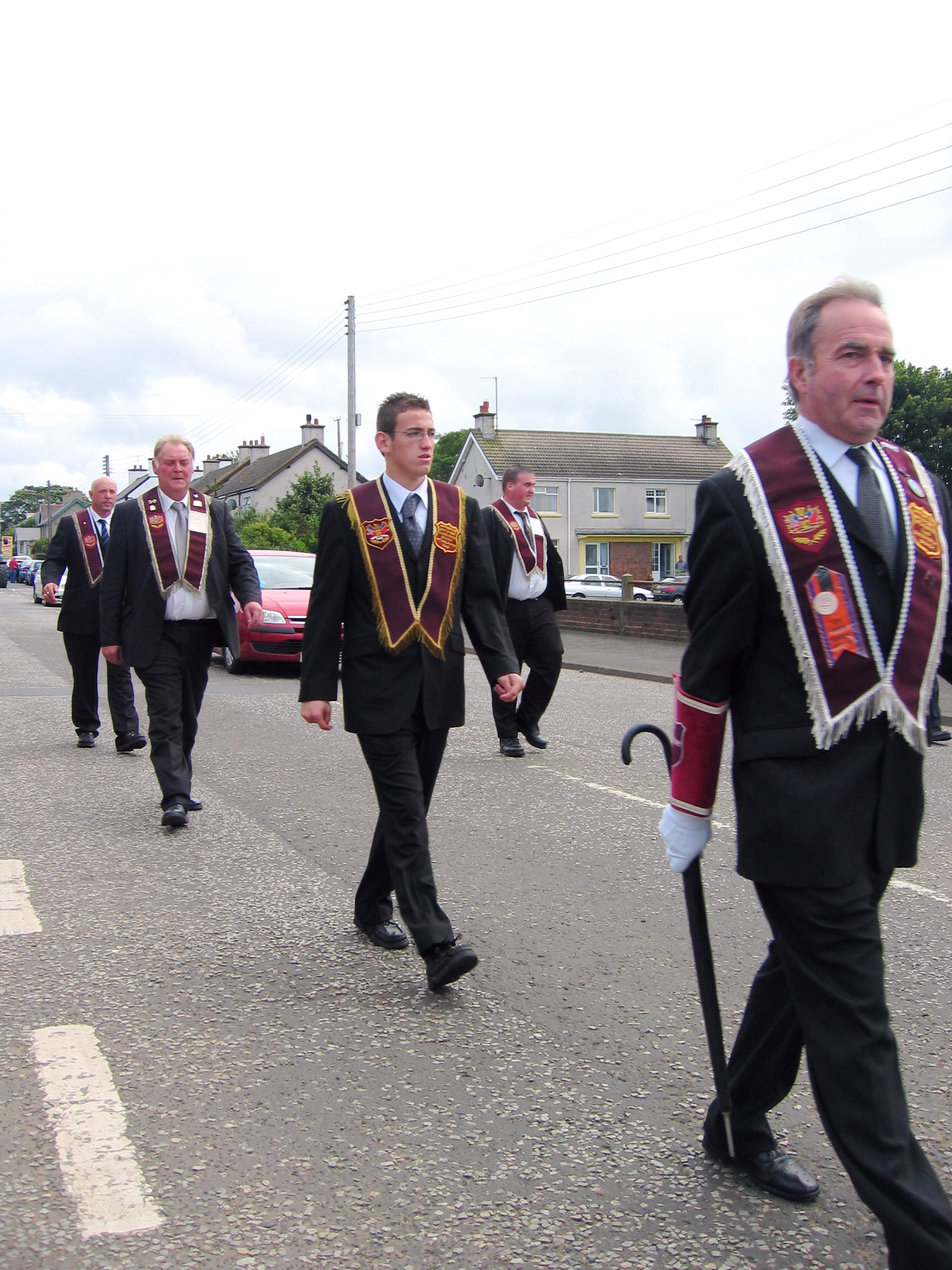
Marche du 12 août, à Bushmills
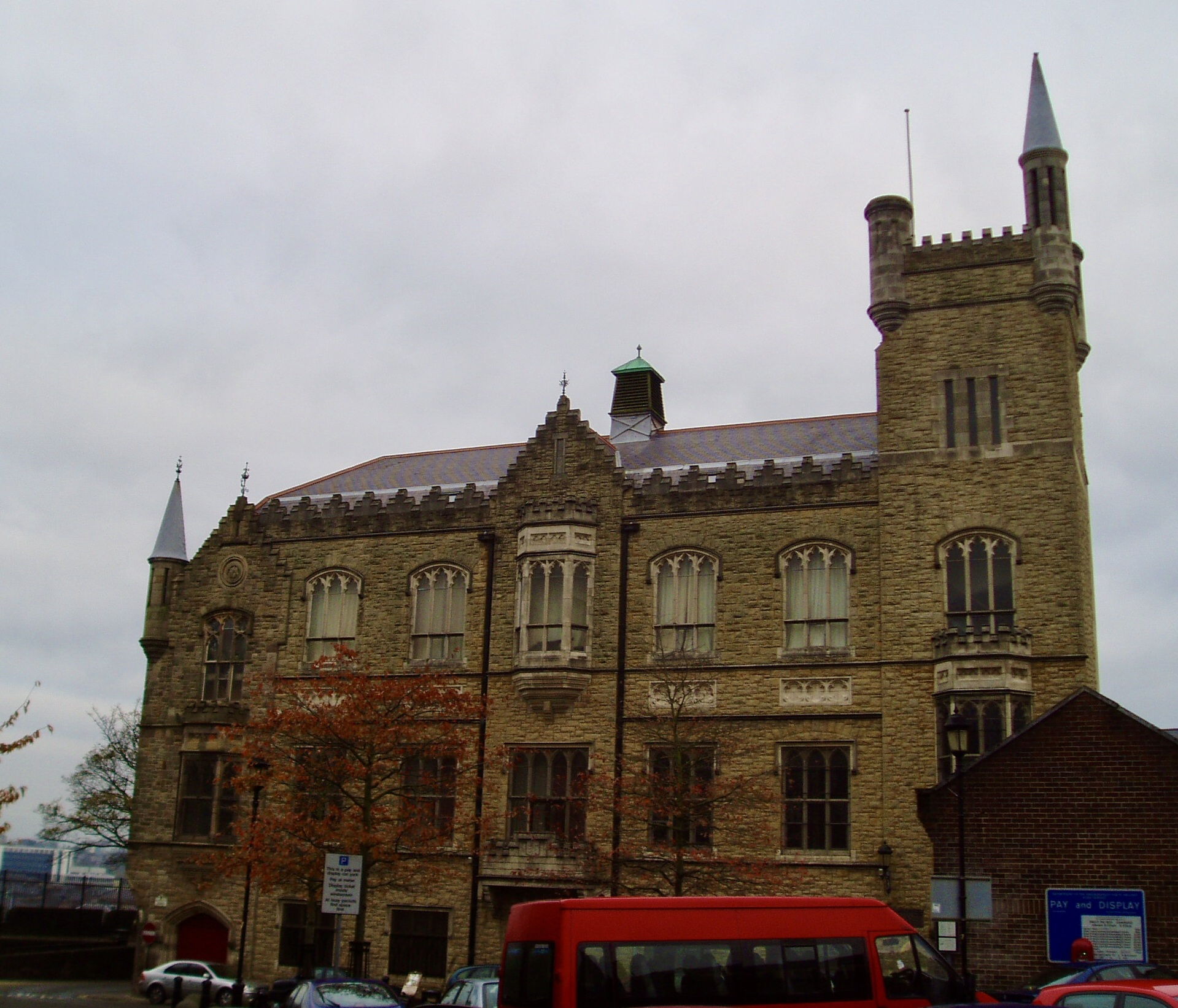
Hall des apprentis à Derry